# Liste des affluents du fleuve Saint-Laurent
Cette liste répertorie les principaux cours d'eau du bassin versant du fleuve Saint-Laurent en amont de l'estuaire du Saint-Laurent classés de la rive droite vers la rive gauche à partir du lac Saint-Pierre vers sa source.

## Liste
| Nom                       | Localisation embouchure      | Rive | Coordonnées embouchure       | Longueur | Source                         | Localisation source            | Coordonnées source           | Région                                       |
| ------------------------- | ---------------------------- | ---- | ---------------------------- | -------- | ------------------------------ | ------------------------------ | ---------------------------- | -------------------------------------------- |
| Rivière Nicolet           | Nicolet                      | Sud  | 46° 15′ 18″ N, 72° 39′ 09″ O | 137      | Lac Nicolet                    | Arthabaska                     | 45° 49′ 48″ N, 71° 33′ 37″ O | Centre-du-Québec                             |
| Rivière des Frères        | Baie-du-Febvre               | Sud  | 46° 09′ 58″ N, 72° 43′ 55″ O | 4        | Ruisseau                       | Baie-du-Febvre                 | 46° 06′ 23″ N, 72° 42′ 04″ O | Centre-du-Québec                             |
| Rivière Landroche         | Baie-du-Febvre               | Sud  | 46° 09′ 11″ N, 72° 46′ 08″ O |          | Ruisseau                       | Baie-du-Febvre                 | 46° 05′ 45″ N, 72° 40′ 37″ O | Centre-du-Québec                             |
| Rivière Colbert           | Baie-du-Febvre               | Sud  | 46° 08′ 56″ N, 72° 46′ 24″ O |          | Ruisseau                       | Saint-Elphège                  | 46° 04′ 04″ N, 72° 41′ 33″ O | Centre-du-Québec                             |
| Rivière Lévesque          | Baie-du-Febvre               | Sud  | 46° 08′ 26″ N, 72° 48′ 06″ O |          | Ruisseau                       | Saint-Elphège                  | 46° 03′ 33″ N, 72° 43′ 56″ O | Centre-du-Québec                             |
| Rivière Saint-François    | Pierreville                  | Sud  | 46° 07′ 09″ N, 72° 55′ 28″ O | 200      | Grand lac Saint-François       | Lambton                        | 45° 53′ 55″ N, 71° 09′ 28″ O | Centre-du-Québec Chaudière-Appalaches Estrie |
| Rivière Yamaska           | Saint-François-du-Lac        | Sud  | 46° 06′ 46″ N, 72° 56′ 20″ O | 160      | Lac Brome                      | Lac-Brome                      | 45° 14′ 55″ N, 72° 30′ 53″ O | Centre-du-Québec                             |
| Rivière Richelieu         | Sorel-Tracy                  | Sud  | 46° 02′ 49″ N, 73° 07′ 12″ O | 124      | Lac Champlain                  | Venise-en-Québec               | 44° 32′ 00″ N, 73° 20′ 00″ O | Montérégie                                   |
| Rivière Saint-Jacques     | La Prairie                   | Nord | 45° 25′ 53″ N, 73° 29′ 28″ O | 33,1     | Ruisseau                       | Saint-Jacques-le-Mineur        | 45° 14′ 53″ N, 73° 26′ 05″ O | Montérégie                                   |
| Rivière de la Tortue      | Delson                       | Sud  | 45° 24′ 06″ N, 73° 32′ 11″ O | 36,6     | Ruisseau                       | Saint-Patrice-de-Sherrington   | 45° 08′ 44″ N, 73° 34′ 16″ O | Montérégie                                   |
| Rivière Saint-Régis       | Sainte-Catherine             | Sud  | 45° 24′ 21″ N, 73° 34′ 18″ O | 19,2     | Ruisseau                       | Saint-Isidore                  | 45° 17′ 35″ N, 73° 41′ 03″ O | Montérégie                                   |
| Rivière Châteauguay       | Châteauguay                  | Sud  | 45° 24′ 04″ N, 73° 45′ 07″ O | 121      | Lac Upper Chateauguay          | comté de Franklin              | 44° 44′ 27″ N, 74° 00′ 06″ O | Montérégie New York                          |
| Rivière Saint-Louis       | Beauharnois                  | Sud  | 45° 18′ 55″ N, 73° 52′ 49″ O | 30,3     | Ruisseau                       | Sainte-Barbe                   | 45° 08′ 17″ N, 74° 13′ 10″ O | Montérégie                                   |
| Rivière Saint-Charles     | Salaberry-de-Valleyfield     | Sud  | 45° 18′ 04″ N, 74° 02′ 02″ O | 8        | Lac Saint-François             | Salaberry-de-Valleyfield       | 45° 15′ 33″ N, 74° 07′ 49″ O | Montérégie                                   |
| Rivière La Guerre         | Saint-Anicet                 | Sud  | 45° 08′ 40″ N, 74° 21′ 03″ O | 8        | Ruisseau                       | Sainte-Barbe                   | 45° 08′ 17″ N, 74° 13′ 10″ O | Montérégie                                   |
| Rivière Saint-Regis       | Saint Regis                  | Sud  | 44° 59′ 58″ N, 74° 38′ 28″ O | 138      | Jones Pond                     | Brighton                       | 44° 27′ 06″ N, 74° 11′ 20″ O | État de New York                             |
| Rivière Raquette          | Hogansburg (en)              | Sud  | 44° 59′ 24″ N, 74° 41′ 29″ O | 20       | Lac Raquette                   | comté de Hamilton              | 43° 50′ 00″ N, 74° 39′ 00″ O | État de New York                             |
| Rivière Grasse (en)       | Massena                      | Sud  | 44° 59′ 13″ N, 74° 46′ 13″ O | 117      | Middle Branch Grass River (en) | Clare                          | 44° 22′ 33″ N, 75° 03′ 39″ O | État de New York                             |
| Rivière Oswegatchie       | Ogdensburg                   | Sud  | 44° 41′ 47″ N, 75° 29′ 56″ O | 220      | étang                          | Oswegatchie                    | 44° 10′ 53″ N, 74° 54′ 51″ O | État de New York                             |
| Rivière Gananoque (en)    | Gananoque                    | Nord | 44° 19′ 32″ N, 76° 09′ 34″ O |          | Lac Gananoque (en)             | Leeds and the Thousand Islands | 44° 26′ 42″ N, 76° 09′ 07″ O | Est de l'Ontario                             |
| Rivière Raisin            | Lancaster                    | Nord | 45° 07′ 35″ N, 74° 29′ 31″ O | 20       | Ruisseau                       | South Stormont                 | 45° 06′ 55″ N, 75° 02′ 34″ O | Est de l'Ontario                             |
| Rivière Beaudette         | Rivière-Beaudette            | Nord | 45° 12′ 28″ N, 74° 19′ 01″ O | 59,3     | Ruisseau                       | Glengarry Nord                 | 45° 14′ 25″ N, 74° 48′ 35″ O | Montérégie Est de l'Ontario                  |
| Rivière Delisle           | Coteau-du-Lac                | Nord | 45° 17′ 19″ N, 74° 10′ 31″ O | 72       | Ruisseau                       | Maxville (en)                  | 45° 16′ 44″ N, 74° 49′ 48″ O | Montérégie Est de l'Ontario                  |
| Rivière Rouge             | Coteau-du-Lac                | Nord | 45° 17′ 37″ N, 74° 10′ 16″ O | 14,1     | Ruisseau                       | Saint-Lazare                   | 45° 23′ 01″ N, 74° 11′ 55″ O | Montérégie                                   |
| Rivière à la Graisse      | Les Cèdres                   | Nord | 45° 18′ 50″ N, 74° 07′ 40″ O | 10       | Ruisseau                       | Saint-Lazare                   | 45° 22′ 37″ N, 74° 12′ 15″ O | Montérégie                                   |
| Rivière des Outaouais     | Pointe-des-Cascades          | Nord | 45° 27′ 00″ N, 74° 05′ 00″ O | 1 271    | Lac des Outaouais              | Lac-Moselle                    | 47° 38′ 38″ N, 75° 38′ 36″ O | Outaouais Ontario                            |
| Rivière des Prairies      | Agglomération de Montréal    | Nord | 45° 42′ 30″ N, 73° 28′ 45″ O | 40       | Lac des Deux Montagnes         | Terrebonne                     | 45° 28′ 20″ N, 73° 56′ 34″ O | Lanaudière                                   |
| Rivière Saint-Jean        | Lavaltrie                    | Nord | 45° 52′ 23″ N, 73° 16′ 57″ O | 21,5     | Ruisseau                       | Lanoraie                       | 46° 00′ 01″ N, 73° 15′ 38″ O | Lanaudière                                   |
| Rivière Saint-Joseph      | Lanoraie                     | Nord | 46° 00′ 58″ N, 73° 11′ 04″ O | 17,5     | Ruisseau                       | Saint-Thomas                   | 46° 00′ 19″ N, 73° 17′ 52″ O | Lanaudière                                   |
| Rivière la Chaloupe       | Sainte-Geneviève-de-Berthier | Nord | 46° 04′ 01″ N, 73° 10′ 52″ O | 40       | Ruisseau                       | Notre-Dame-de-Lourdes          | 46° 03′ 58″ N, 73° 26′ 47″ O | Lanaudière                                   |
| Rivière Bayonne           | Berthierville                | Nord | 46° 05′ 21″ N, 73° 09′ 56″ O | 50       | Lac                            | Saint-Gabriel-de-Brandon       | 46° 13′ 14″ N, 73° 26′ 00″ O | Lanaudière                                   |
| Rivière Chicot            | Saint-Cuthbert               | Nord | 46° 07′ 17″ N, 73° 09′ 46″ O | 17,4     | Ruisseau                       | Saint-Didace                   | 46° 07′ 50″ N, 73° 06′ 48″ O | Lanaudière                                   |
| Rivière Cachée            | Saint-Barthélemy             | Nord | 6° 09′ 11″ N, 73° 03′ 04″ O  | 20,4     | étang                          | Saint-Justin                   | 46° 16′ 52″ N, 73° 09′ 26″ O | Lanaudière                                   |
| Rivière du Bois Blanc     | Maskinongé                   | Nord | 46° 09′ 33″ N, 73° 02′ 07″ O | 13,4     | Ruisseau                       | Saint-Justin                   | 46° 15′ 36″ N, 73° 08′ 09″ O | Mauricie                                     |
| Rivière Maskinongé        | Maskinongé                   | Nord | 46° 09′ 48″ N, 73° 01′ 06″ O | 52       | Lac Maskinongé                 | Saint-Gabriel-de-Brandon       | 46° 19′ 18″ N, 73° 23′ 34″ O | Mauricie Lanaudière                          |
| Rivière du Loup           | Louiseville                  | Nord | 46° 13′ 10″ N, 72° 55′ 27″ O | 137      | Lac Lambert                    | Sainte-Angèle-de-Prémont       | 46° 22′ 29″ N, 73° 04′ 16″ O | Mauricie                                     |
| Petite rivière Yamachiche | Yamachiche                   | Nord | 46° 15′ 45″ N, 72° 50′ 06″ O | 34,6     | Ruisseau                       | Charette                       | 46° 26′ 05″ N, 72° 54′ 56″ O | Mauricie                                     |
| Rivière Yamachiche        | Yamachiche                   | Nord | 46° 15′ 28″ N, 72° 49′ 04″ O | 45       | Lac Vert                       | Saint-Mathieu-du-Parc          | 46° 34′ 02″ N, 72° 55′ 52″ O | Mauricie                                     |
| Rivière aux Sables        | Trois-Rivières               | Nord | 46° 16′ 50″ N, 72° 40′ 37″ O | 10       | marécage                       | Trois-Rivières                 | 46° 21′ 45″ N, 72° 39′ 15″ O | Mauricie                                     |